# 谷儀一

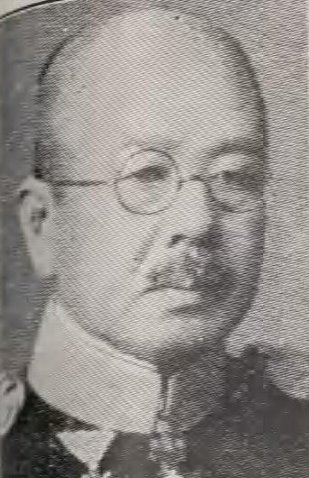
谷儀一

谷 儀一（たに ぎいち、1881年8月1日 - 1948年7月8日）は、日本の陸軍軍人、政治家、華族。最終階級は陸軍少将。貴族院議員。正三位勲二等功四級子爵。谷干城は養祖父に当たる。

## 履歴
1881年（明治14年）、東京で谷乙猪の嫡男に生まれる。母は村田銃の開発者として知られる軍人村田経芳男爵の長女（愛子）。
長じて学習院に学び、1903年（明治36年）11月、陸軍士官学校（15期）を卒業し、翌年2月には歩兵少尉に任官する。
1911年（明治44年）、養祖父干城の薨去に伴い、襲爵して子爵となる。
その後、近衛歩兵第2連隊中隊長をはじめ、同連隊副官、近衛歩兵第3連隊大隊長、本郷連隊区司令部付、第1師団副官などを経て、1929年（昭和4年）8月、歩兵大佐に昇進して近衛師団司令部付（拓殖大学服務）となる。
満州事変では、歩兵第5連隊長として出動した。
1934年（昭和9年）3月、陸軍少将に進み、歩兵第3旅団長に着任。同年11月22日発表の論功行賞において、功四級勲三等旭日中綬章、元歩兵第五連隊長として掲載され、新聞各社の号外等により報道された。
1935年（昭和10年）3月に待命となり、同月には予備役編入。
同年11月30日、貴族院子爵議員補欠選挙で当選し、1946年（昭和21年）3月12日まで貴族院議員に在任し、研究会に属して活動した。
1948年（昭和23年）7月8日薨去。享年68。

## 栄典
- 1911年（明治44年）7月20日 - 正五位[5]

## 家族
- 養曾祖父：谷景井（萬七）
- 養祖父：谷干城子爵（陸軍中将）
- 養祖母：国澤七郎右衛門通辰の二女（玖満子）
  - 父：谷乙猪（迅衝隊最年少従軍者）
  - 母：村田経芳男爵の長女（愛子）
    - 本人：谷儀一（陸軍少将）
      - 前妻：里（父は肥前国鹿島藩士、貴族院多額納税者議員の原忠順）
      - 嫡男：谷武夫